# Busaba Athisthan
Busaba Athisthan (tiếng Thái Lan: บุษบา อธิษฐาน, sinh ngày 2 tháng 4 năm 1967-mất ngày 18 tháng 9 năm 2001) là một nữ ca sĩ người Thái Lan

## Danh sách đĩa nhạc
- "Nak Rop Nee Ra Nam" (นักรบนิรนาม)
- "Jer Nae" (เจอแน่)
- "Jhonny Thee Rak" (จอห์นนี่ที่รัก)
- "Oh! Ho Bangkok" (โอ้โหบางกอก)
- "Tha Rak" (ท้ารัก)